# Sauce Worcestershire
 (septembre 2015).
Si vous disposez d'ouvrages ou d'articles de référence ou si vous connaissez des sites web de qualité traitant du thème abordé ici, merci de compléter l'article en donnant les références utiles à sa vérifiabilité et en les liant à la section « Notes et références ».

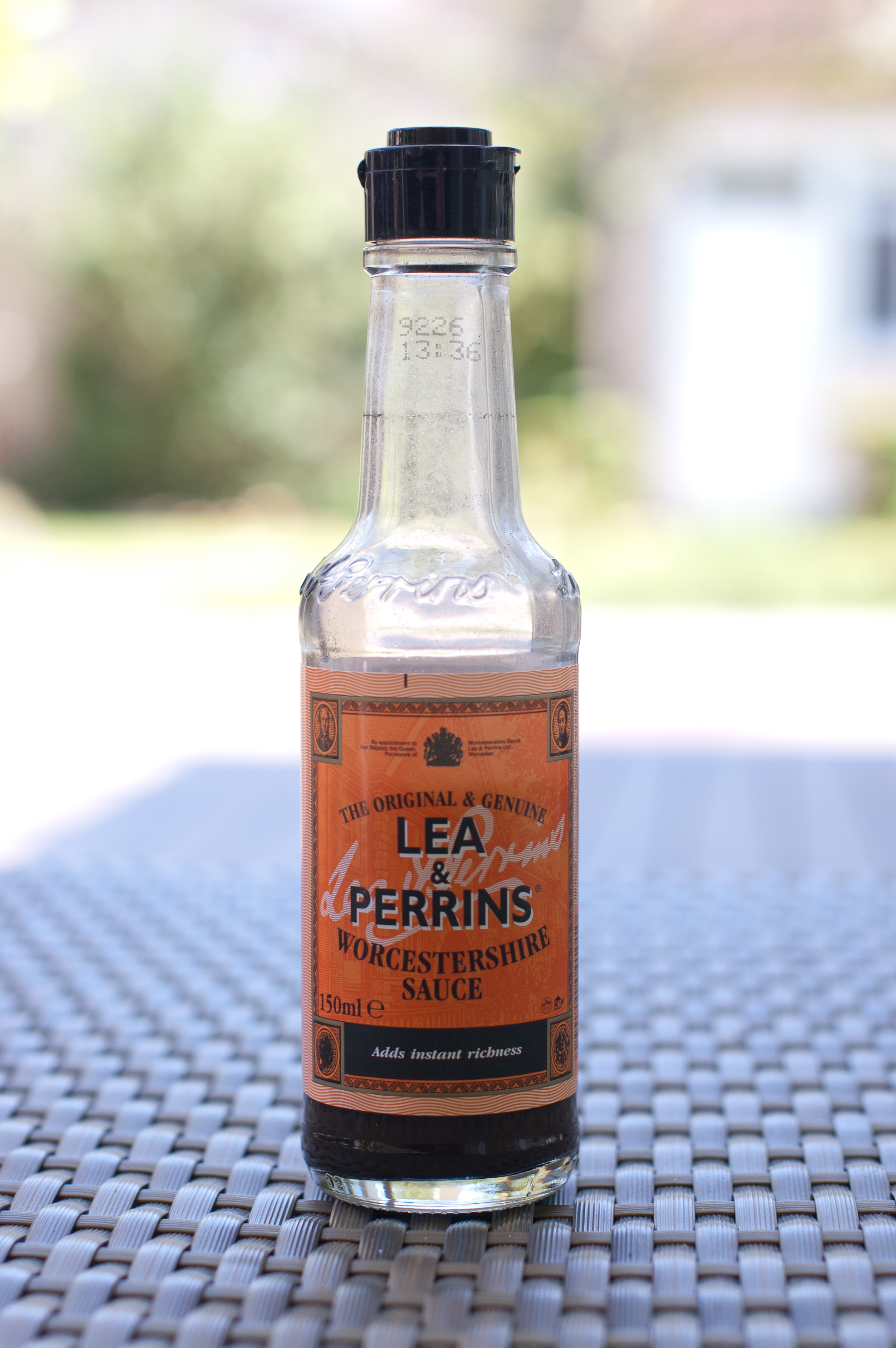
Une bouteille de sauce Worcestershire.

La sauce Worcestershire (en anglais : Worcestershire sauce /ˈwʊstəˌʃə.ˈsɔːs/) est un condiment d'origine anglaise, à la saveur aigre-douce et légèrement piquante, inventé en 1837 par la compagnie Lea & Perrins (en).

## Composition

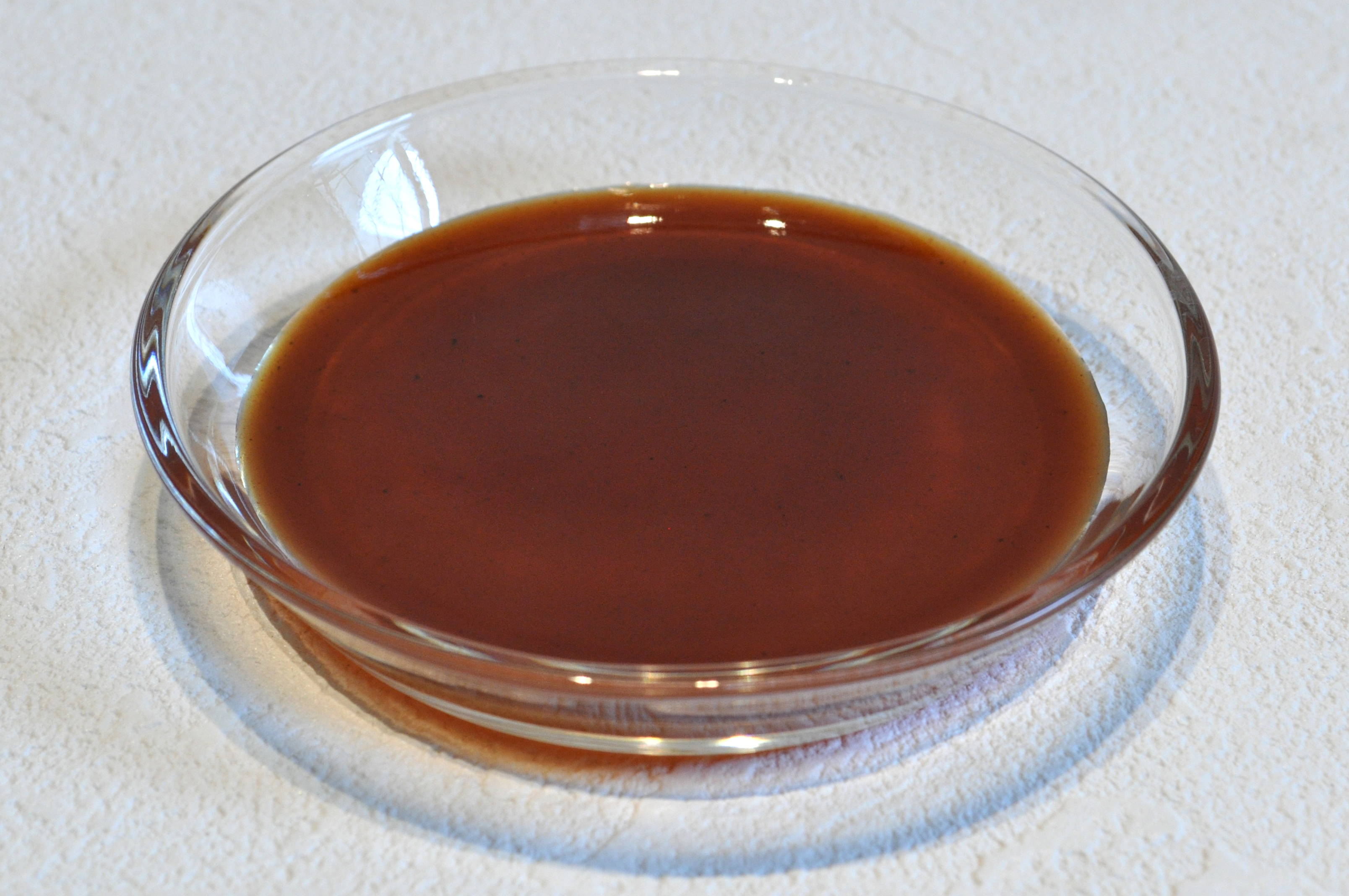
Sauce Worcestershire.

Ce condiment est préparé essentiellement à partir de mélasse, de vinaigre de malt, d'anchois, d'échalote, de pulpe de tamarin, d'oignons, d'ail, et d'épices diverses, parmi lesquelles l'ase fétide. 
Sa saveur est donc sucrée, épicée et vinaigrée. Sa texture est liquide, et sa couleur brune.

## Histoire
La Worcestershire sauce fut produite, à l'origine, au début du XIXe siècle, à Worcester, dans le Worcestershire, en Angleterre, d'où son nom. Elle a été découverte accidentellement après s'être bonifiée pendant deux ans à l'écart (par macération puis fermentation). 
Elle s'inscrit dans la longue tradition des condiments fermentés à base de poissons, tels que l'antique garum romain, et ressemble au nuoc mam.

## Usages

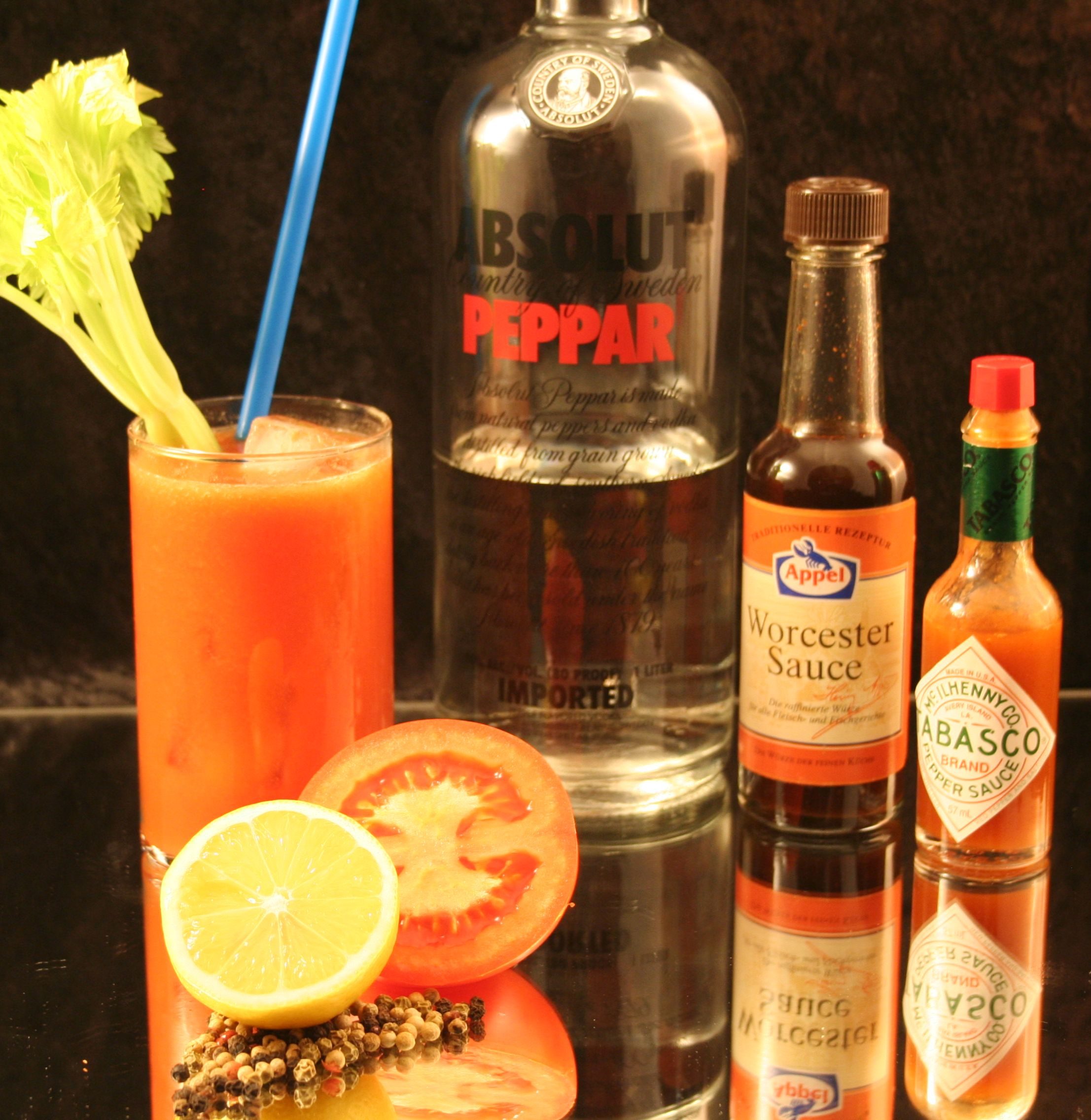
Bloody mary préparé avec de la sauce Worcestershire

On l'utilise principalement dans la préparation du steak tartare, dans l'assaisonnement du welsh, du chili con carne, du jus de tomate, et de la salade César. Certains chefs l’intègrent dans la préparation de sauce à spaghetti. C'est aussi l'un des ingrédients du bloody mary. 
Comme tout condiment, la worcester peut entrer dans bon nombre de recettes.
Dans le nord de la France et en Belgique (vu également au Danemark), la sauce Worcestershire sert également à la préparation du filet américain, sorte de tartare en sauce, de couleur orangée, pouvant être accompagné de câpres et se mangeant en sandwich, en « pistolet » ou accompagné de frites.

## Marques
- Lea & Perrins (en) (créateurs de la recette originale en 1837)
- Heinz
- French's (en)
- Cajun Power